# 唐纳德·斯马特
唐纳德·斯马特（英語：Donald Smart，1942年1月7日—），澳大利亚男子曲棍球运动员。他曾代表澳大利亚参加1964年、1968年和1972年夏季奥林匹克运动会曲棍球比赛，获得一枚银牌和一枚铜牌。